# Symphony
Symphony – polski zespół muzyczny powstały w roku 1995 w Ostrowcu Świętokrzyskim. Zainspirowany początkowo doom metalem kierował się następnie w stronę muzyki bardziej komercyjnej i dynamicznej, aby wreszcie czerpać garściami z rozbudowanych kompozycji progresywnych. Aktualnie zespół stawia przede wszystkim na melodię, klimat, który budują niewątpliwie rozbudowane partie klawiszowe, ciężkie i dynamiczne gitarowe riffy oraz nowatorską i eksperymentalną pracę sekcji rytmicznej. Przez lata pracy, zespół wytworzył charakterystyczne i rozpoznawalne dla siebie brzmienie. Trudno jest określić stylistycznie, jaki rodzaj muzyki przedstawia grupa, gdyby jednak spróbować, można by powiedzieć, że stawia przede wszystkim na nowoczesne granie – selektywne podziały, gdzie melancholia przeplata się z mocnym melodyjnym brzmieniem gitar.

## Muzycy
| Aktualny skład zespołu - Tomasz Ośka – wokal (2006–) - Andrzej Winiarski – gitara elektryczna (1999–2001) (2008–) - Mariusz Żurawski "Maniek" – instrumenty klawiszowe (1995–) - Dawid Wesołowski – gitara basowa (2008–) - Kamil Ruszkowski "Lars" – perkusja (1995–) |  | Byli członkowie zespołu - Łukasz Fortuna "Młody" – gitara elektryczna (1995–1999) - Łukasz Bińczak "Wilku" - gitara elektryczna (1997–1999) - Sylwester Kostyra "Mały" – wokal (1995–2005) - Arkadiusz Rdzanek "Bambosz" – gitara basowa (1995–1999) - Michał Sokół "Soki" – gitara elektryczna (2003–2008) - Łukasz Książek "Prins" – gitara basowa (2003–2008) |

## Historia zespołu
Początkowo zespół nosił nazwę Dark Doom, potem Symphony of Despair, stosunkowo niedawno nazwa zespołu została zmieniona na Symphony. Po nagraniu pierwszego dema do zespołu dołączył drugi gitarzysta, i w niedługo potem zostało wydane demo "Półcienie" (1998), z którego utwory stały się wizytówką zespołu na wiele lat. Po nagraniu dema zespół doczekał się kilku sukcesów, takich jak artykuły na łamach czołowych polskich pism metalowych (Metal Hammer, Trash’em all) oraz wydania w jednym z numerów Trasha utworów na kompilacji CD.
Rok 1999 przyniósł wiele zmian charakterowi ostrowieckiej grupy. Zmiana gitarzysty, założyciela zespołu Młodego na Andrzeja Winiarskiego przyczyniła się do zmiany kierunku, w którym tworzył zespół. Muzyka z doom atmospheric metalu zmieniała się w bardziej skoczną, nowoczesną muzykę.
W roku 2003 pozostali członkowie zespołu postanowili reaktywować grupę, doszedł wtedy Soki i Prins. Praca w nowym składzie przebiegała produktywnie i pomyślnie, zespół rozwijał się, ewoluując stylistycznie (otarł się nawet o muzykę progresywną, co zresztą słychać w niektórych kompozycjach).
We wrześniu 2006 do zespołu dołączył nowy wokalista Tomasz, nadając zespołowi nowego charakteru.
Rok 2008 mimo kolejnych zmian personalnych rozpoczął szeregiem koncertów promujących nową płytę. Album "Mind Reflections", wydany przez wytwórnię Insanity Records, został pozytywnie przyjęty przez publiczność zarówno w Polsce, jak i za granicą.

## Dyskografia
- Rapsod - 1996
- Półcienie - 1998
- Symphony EP -2006
- Mind Reflections -2008